# Suomen Urheiluliitto
La Federazione finlandese di atletica leggera (in finlandese ufficialmente Suomen Urheiluliitto, SUL) è una federazione sportiva che ha il compito di promuovere la pratica dell'atletica leggera e coordinarne le attività dilettantistiche ed agonistiche in Finlandia.
Fu fondata nel 1906 come Federazione finlandese di ginnastica e sport (Suomen Valtakunnan Urheiluliitto, SVUL), dalla quale si separò nel 1932. Organizza ogni anno i campionati finlandesi assoluti di atletica leggera.

## Presidenti

### Presidenti SVUL
1. Ivar Wilskman: 1906–1914
2. Kaarle Majantie: 1914–1919
3. Aksel Ek: 1919–1924
4. Kustaa Levälahti: 1925–1927
5. Aksel Ek: 1928–1931

### Presidenti SUL

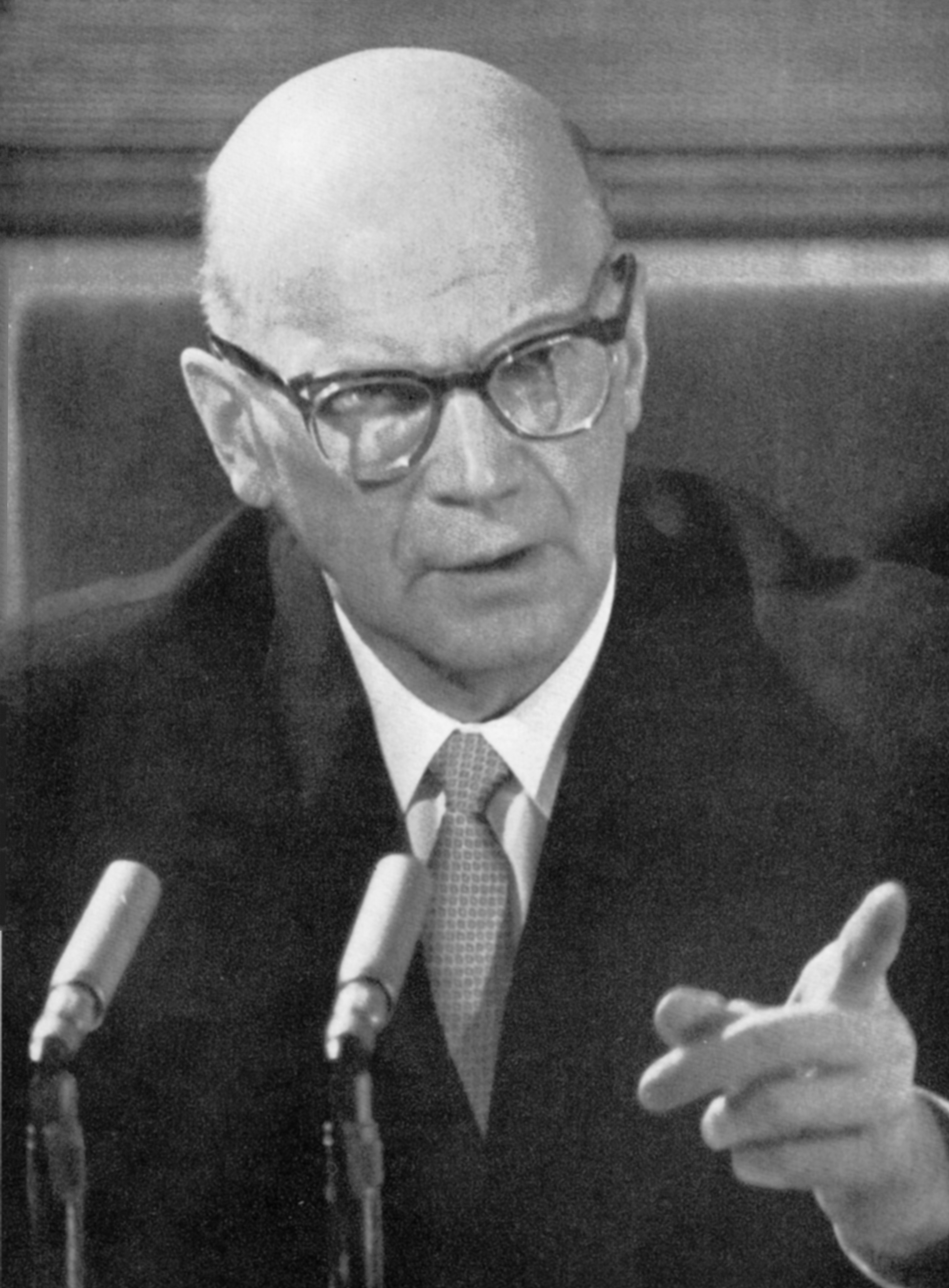
Urho Kekkonen, primo presidente della Suomen Urheiluliitto

1. Urho Kekkonen: 1932–1947
2. Lauri Miettinen: 1948–1952
3. Reino Piirto: 1953–1963
4. Toimi Tulikoura: 1964
5. Jukka Uunila: 1965–1974
6. Yrjö Kokko: 1975–1976
7. Carl-Olaf Homén: 1977–1980
8. Pertti Eräkare: 1981–1982
9. Tapani Ilkka: 1983–1990
10. Ilkka Kanerva: 1991–2005
11. Antti Pihlakoski: 2006–2012
12. Vesa Harmaakorpi: 2013–in carica

### Presidenti onorari
- Urho Kekkonen: 1948–1986
- Jukka Uunila: dal 1986
- Ilkka Kanerva: dal 2005